# 温迪·詹森
温迪·詹森（英語：Wendy Jensen，1964年1月22日—），新西兰女子草地滚球运动员。她曾代表新西兰参加2002年英联邦运动会草地滚球比赛，获得女子四人铜牌。